# Rubus azuayensis
Rubus azuayensis är en rosväxtart som beskrevs av Romoleroux. Rubus azuayensis ingår i släktet rubusar, och familjen rosväxter. IUCN kategoriserar arten globalt som sårbar. Inga underarter finns listade i Catalogue of Life.